# Bepi Ros
Bepi Ros (n. 22 septembrie 1942, Mareno di Piave, Veneto, Italia – d. 17 februarie 2022, Vittorio Veneto, Veneto, Italia) a fost un boxer ce a reprezentat Italia, medaliat olimpic. A participat la o ediție a Jocurilor Olimpice (1964) în care a câștigat o medalie de bronz.

## Participări
Lista de mai jos prezintă principalele competiții la care a participat Bepi Ros de-a lungul carierei.
- boxing at the 1964 Summer Olympics – heavyweight[*]